# Hlavní vysílací čas
Hlavní vysílací čas, též z angličtiny prime time, je v televizní a rozhlasové terminologii čas, kdy má médium nejvyšší sledovanost (či poslechovost u rádií) a eviduje největší zájem o reklamu, která se tím pádem v tomto čase stává nejdražší. V tomto čase média obvykle vysílají nejsledovanější nebo nejdražší pořady ze své nabídky. Přesná doba hlavního vysílacího času se může v jednotlivých kulturách, zemích či regionech lišit. V USA začíná primetime ve 20 hodin, v českých podmínkách je za hlavní vysílací čas považována u televizí doba 19:00–23:00 a u rádií 6:00–10:00.